# شارلوت (فیلم ۲۰۲۱)
شارلوت (به انگلیسی: Charlotte) یک انیمیشن درام زندگی‌نامه‌ای محصول ۲۰۲۱ درباره نقاش آلمانی شارلوت سالومون است که توسط اریک وارین و طاهر رانا کارگردانی شده است، برگرفته از داستانی از اریک رادرفورد و فیلمنامه‌ای از رادرفورد و دیوید بزمزگیس، با الهام از مجموعه نقاشی اتوبیوگرافیک سالومون است. صداپیشه‌های این فیلم، کیرا نایتلی، برندا بلتین، جیم برادبنت، سم کلافلین، هنری چرنی، ادی مارسان، هلن مک‌کروری (در آخرین حضورش)، سوفی اوکوندو و مارک استرانگ در این فیلم به ایفای نقش پرداخته‌اند. نایتلی، ماریون کوتیار و خاویر دولان به عنوان تهیه‌کنندگان اجرایی فعالیت می‌کنند. شارلوت یک محصول مشترک بین‌المللی بین کانادا، فرانسه و بلژیک است. این فیلم اولین نمایش جهانی خود را در جشنواره بین المللی فیلم تورنتو در ۱۳ سپتامبر ۲۰۲۱ انجام داد. در ۲۲ آوریل ۲۰۲۲ در کانادا اکران شد و در ۹ نوامبر ۲۰۲۲ در فرانسه اکران شد.

## خلاصه داستان
هنرمند جوانی به نام شارلوت سالومون در آستانه جنگ جهانی دوم روی سن می‌آید و شاهکاری خلق می‌کند.

## صداپیشگان
- کایرا نایتلی در نقش شارلوت سالومون
- برندا بلتین در نقش مادر گروس
- جیم برادبنت در نقش پدر گروس
- سم کلافلین در نقش الکساندر ناگلر
- هنری چرنی در نقش دکتر موریدیوس / پلیس شماره ۲ / گارد امنیتی
- ادی مارسان در نقش آلبرت سالومون
- هلن مک کروری در نقش پائولا سالومون-لیندبرگ
- سوفی اوکوندو در نقش اوتیله مور
- مارک استرانگ در نقش آلفرد ولفسون
- پیپا بنت وارنر در نقش باربارا
- رائول بانیجا در نقش پروفسور کوخ/رهبر پیراهن قهوه ای/غارتگر شماره ۱/سرباز اس اس شماره ۱
- جولیان ریچینگ در نقش دکتر کرت سینگر/پلیس شماره 1/سرباز اس اس شماره ۲
- تونی ناپو در نقش آقای براهوی/گارد واتیکان

## انتشار
اولین نمایش جهانی آن در جشنواره بین‌المللی فیلم تورنتو ۲۰۲۱، در ۱۳ سپتامبر ۲۰۲۱ بود. در دسامبر ۲۰۲۱، Good Deed Entertainment حقوق پخش فیلم در آمریکای شمالی را به دست آورد و آن را برای اکران محدود در ۲۲ آوریل ۲۰۲۲ در ایالات متحده تعیین کرد. این فیلم در ۲۲ آوریل ۲۰۲۲ توسط Elevation Pictures در سینماهای کانادا اکران شد. این فیلم در ۹ نوامبر ۲۰۲۲ توسط نور فیلمز در فرانسه اکران شد.